# Cascade du Déroc
La cascade du Déroc est une chute d'eau située en France dans le Massif central département de la Lozère sur la commune de Nasbinals en Occitanie.

## Description
La cascade du Déroc est formée par le ruisseau des Salhiens, sous-affluent du Bès par le Gambaïse, exutoire du lac des Salhiens, qui se précipite du haut d'une falaise basaltique (correspondant à deux anciennes coulées de lave superposées qui forment une grande marche d'escalier) et retombe 32 m plus bas. La cascade cache une petite grotte dont le plafond est formé de prismes basaltiques (ou orgues basaltiques). Cette marche résulte d'une fracture apparue lors du soulèvement de l'Aubrac sous la contrainte compressive provenant de l'orogenèse alpine.
Elle constitue l'un des sites naturels les plus remarquables de l'Aubrac.

## Accès
La chute d'eau se visite par un chemin pédestre qui part de la Route départementale 52 ou «route des lacs» qui aboutit au sommet de la falaise. Le site n'étant pas sécurisé, le risque de chute du haut de la falaise est réel et il convient donc d'être particulièrement prudent. On peut cependant accéder au pied de la chute d'eau par un sentier accidenté qui contourne la falaise par la gauche en arrivant.

## Film
Un des lieux de tournage du film Rémi sans famille.

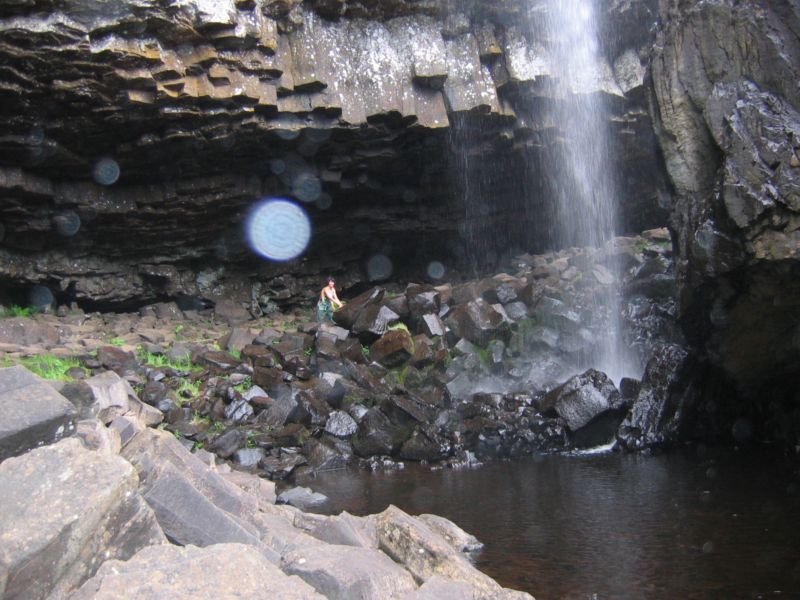
Éboulis au pied des orgues basaltique de la grotte.
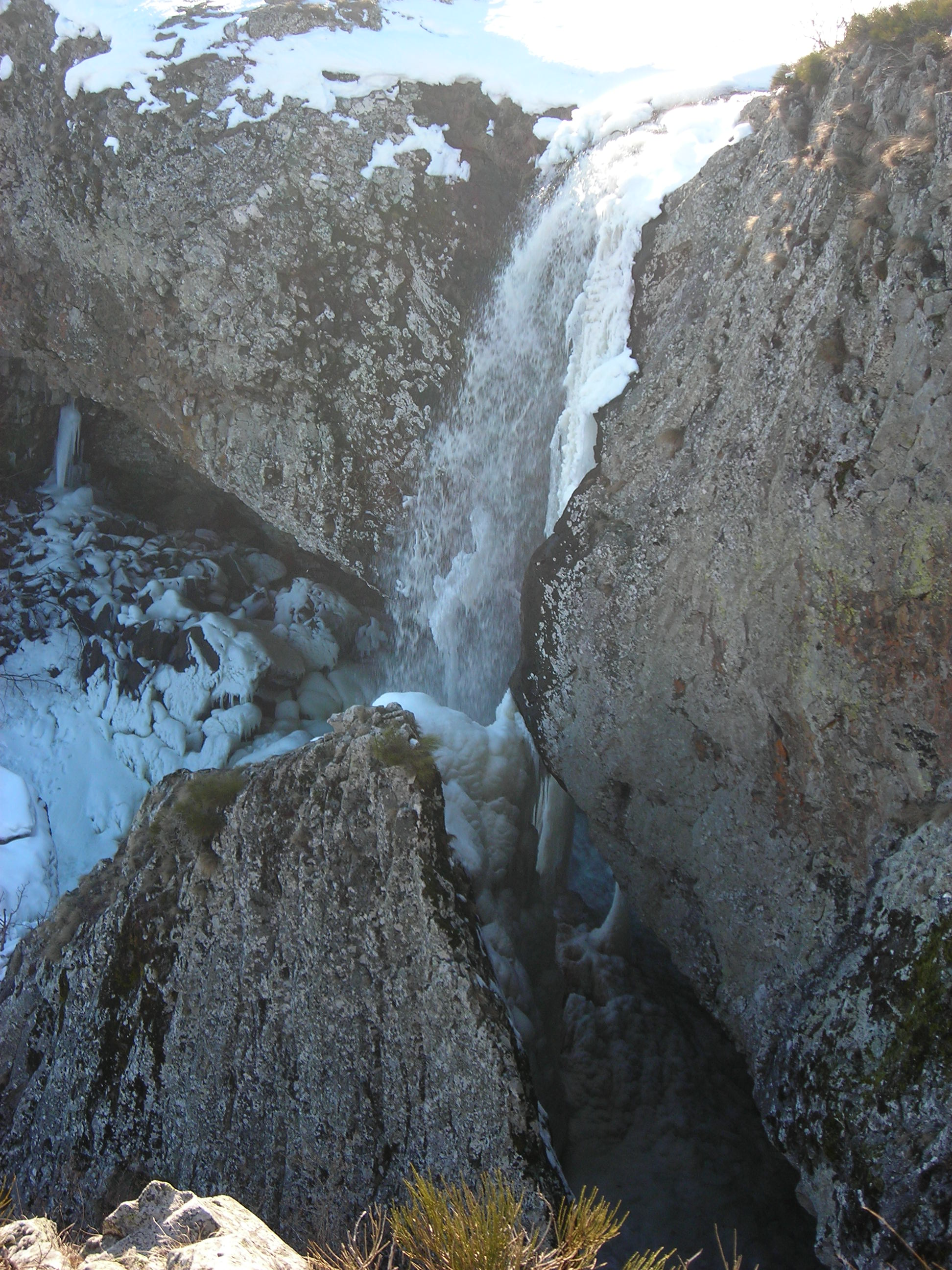
La cascade en hiver.